# Live Undead
A Live Undead a Slayer zenekar koncertalbuma. 1984-ben vették fel New Yorkban, és a Metal Blade Records adta ki. Piacra dobása után elterjedt a pletyka, hogy nem valódi élő album, hanem stúdiófelvétel, ami alá közönségzajt kevertek. Ez nem igaz, bár a felvétel valóban stúdióban készült, kisebb közönség volt jelen, és az ő hangjukat lehet hallani a felvételen.

## Dalok
1. Black Magic 4:06
2. Die By The Sword 3:52
3. Captor Of Sin 3:34
4. The Antichrist 3:15
5. Evil Has No Boundaries 2:59
6. Show No Mercy 3:05
7. Aggressive Perfector 2:27

## Közreműködők
- Tom Araya – Basszusgitár, Ének
- Jeff Hanneman – Gitár
- Kerry King – Gitár
- Dave Lombardo – Dob
- Bill Metoyer – Producer, Hangmérnök
- Albert Cueller – Borító